# Joane Labelle
Joane Labelle (née le 3 septembre 1967) est une auteure, compositrice et chanteuse canadienne (québécoise), découverte en 1991 avec, entre autres, sa reprise de la chanson La Vie en rose de Gilles Valiquette.

## Carrière
Aimant la musique depuis son enfance, Joane Labelle se fait connaître par le public à la suite de sa rencontre avec l'auteur Stéphane Lessard. Stéphane fonde sa propre compagnie de disques : les Productions SLP (pour Stéphane Lessard Productions). C'est ainsi qu'est produit le premier album de Joane Labelle : Histoire sans retour.
En septembre 1991, sort l'album Histoire sans retour, réalisé par Christian Péloquin, contenant des chansons originales en majeure partie écrites par Joane. L'album contient aussi une reprise de La vie en rose de Gilles Valiquette, qui connaîtra un grand succès au Québec. Elle obtient un disque d'or soulignant des ventes de plus de 50 000 copies. L’album Histoire sans retour est aussi paru en France et au Japon.
En août 1994, Joane Labelle, toujours accompagnée de Christian Péloquin à la réalisation, présente son deuxième album : La Règle du jeu. L'album reçoit une nomination au Gala de l'ADISQ. Deux extraits atteignent le top 10 des palmarès radio. La chanson "Sans lendemain" interprétée en duo avec Stéphane Laugier, auteur-compositeur français, se classera au sommet des classements francophones cette année-là.
En août 1997, enregistré en France en majeure partie, sort le troisième album de Joane, L'Autre Chemin. L'album reçoit d'excellentes critiques. En France, il paraît avec un titre qu’on ne retrouve pas au Québec, soit la pièce Pourvu qu’il soit sincère.
En 1998, choisie par Luc Plamondon, Joane Labelle joint les rangs de la troupe de l'opéra-rock Starmania à Paris dans le prestigieux rôle de Marie-Jeanne. Dans cette production présentée durant 6 mois au Casino de Paris puis en tournée à travers toute la France, Joane Labelle y interprète des succès tels que Monopolis, Le monde est stone, Les uns contre les autres et Un garçon pas comme les autres (Ziggy). Un album live paraît et obtient un succès retentissant avec plus de 100 000 copies vendues.
Elle écrit en 2002 un album jeunesse intitulé Quand je suis dans la lune et illustré par Philippe Germain.
En septembre 2012, Joane Labelle effectue un retour avec un album éponyme réalisé par Carl Bastien et auquel Marc Déry a participé. Le 2e extrait radio, Après tout, est accompagné d’un vidéoclip.
En 2023, le collectif SEL ET SABLE BLANC propose un agréable voyage musical où Joane Labelle pose sa voix sur la poésie de Daniel Leblanc-Poirier et Virginie Beauregard D., sur des airs bossa-nova de Michel Dagenais. Un EP est lancé. En 2024, Sel et sable blanc 2 paraît. 
Joane fait une prestation remarquée à la télévision le 30 mars 2024 à l’émission En direct de l’univers dans le cadre du 45e anniversaire de la comédie musicale Starmania.

## Discographie
- 1991 : Histoire sans retour (Les Productions SLP)
- 1994 : La Règle du jeu (Les Productions SLP)
- 1997 : L'Autre Chemin (Studio Cool)
- 1998 : Starmania 20e anniversaire (WEA)
- 2012: Joane Labelle (Audiogram)

## Compilations ou participations
- 1992: Collection Rock Détente (volume 2) qui inclut la chanson J’ai dû partir (Télémédia Communications Inc.)
- 1993: Au nom de l’amour, collectif pour la lutte au Sida (Sélect)
- 2014: Trente, Tu peux dormir en duo avec Jason Bajada (Audiogram)
- 2023: Collectif Sel et sable blanc (EP)
- 2024: Collectif Sel et sable blanc 2

## Singles radio
- 1991: J’ai dû partir
- 1992: Prends ma main
- 1992: Où est celui?
- 1992: La vie en rose
- 1993: Histoire sans retour
- 1993: Par un jour de pluie
- 1993: Au nom de l’amour (collectif)
- 1994: La règle du jeu
- 1994: Rien de mieux
- 1994: Sans lendemain
- 1994: Scénario
- 1995: Dis-moi où?
- 1997: Ici et nulle part ailleurs
- 1997: Tant pis
- 1998: Nos planètes se séparent (en duo avec Frank Sherbourne) lancé en Europe
- 2012: Katmandoo
- 2014: Après tout
- 2023: Papier de soie

## Vidéoclips
- 1991: J’ai dû partir
- 1992: Prends ma main
- 1992: Où est celui?
- 1992: La vie en rose
- 1993: Histoire sans retour
- 1994: La règle du jeu
- 1994: Rien de mieux
- 1997: Ici et nulle part ailleurs
- 2014: Après tout

## Prix et distinctions

### Gala de l’ADISQ 1992
Nomination dans la catégorie Découverte de l’année
Nomination dans la catégorie Interprète féminine de l’année
Nomination dans la catégorie Chanson populaire de l’année pour Prends ma main

### Gala de l’ADISQ 1994
Nomination dans la catégorie Album populaire de l’année pour La règle du jeu

### Disques d’or
- 1992: Histoire sans retour (plus de 50 000 copies vendues)
- 1998: Starmania 20e anniversaire (plus de 100 000 copies vendues en Europe)